# ويليام بي. بي روبسون
ويليام بي. بي روبسون هو اقتصادي كندي، ولد في 1959.